# 新北市立樹林高級中学
新北市立樹林高級中学（しんぼくしりつじゅりんこうきゅうちゅうがく、英語: New Taipei Municipal Shu-Lin Senior High School）、台湾新北市にある全日制高校。

## 沿革
| 年     | 月   | 事跡                                                       |
| ------ | ---- | ---------------------------------------------------------- |
| 1944年 |      | 鶯歌女子農業實踐学校として開校                             |
| 1946年 | 3月  | 学制改革により鶯歌初級中学と改称                           |
| 1946年 | 8月  | 樹林初級中学と改称                                         |
| 1948年 |      | 高級部を設置                                               |
| 1965年 | 8月  | 板橋分部を設置                                             |
| 1966年 | 8月  | 板橋分部が板橋初級中学として独立（現・板橋国中）           |
| 1968年 | 8月  | 樹林国民中学と改称                                         |
| 1975年 |      | 柑園に星隆分部を設置                                       |
| 1979年 | 8月  | 星隆分部が柑園国民中学として独立                           |
| 1983年 | 8月  | 国民中学補校を設置                                         |
| 1995年 | 8月  | 学制改革により樹林中学と改称、台北県下最初の完全中学の一つ |
| 1999年 | 8月  | 高級部補校を設置                                           |
| 2000年 | 8月  | 台北県樹林高級中学と改称                                   |
| 2012年 | 12月 | 富山県立高岡商業高校と姉妹校締結                           |

## 組織
- 普通科

## 歴代校長
- 林興仁 1945~1952
- 李振雲 1952~1956
- 劉慶光 1956~1958
- 董寶鏡 1958~1968
- 劉新梧 1958~1975
- 陳志武 1975~1988
- 邱文忠 1988~1989
- 劉豐盛 1989~1994
- 黃振金 1994~1998
- 劉武清 1998~2005
- 張世明 2005~2012
- 吳靜怡 2012~2012
- 呂宏進 2012~

## 校歌
詞：劉慶堯
曲：余清海
巍巍樹中 雄峙大同 春風桃李 齊樂融融

四維八德 手腦並用 創造時代 立言立功

自強不息 勿懈勿鬆 巍巍樹中 雄峙大同

## 校友
- 徐若瑄（ビビアン・スー）